# Ervin Ćatović
Ervin Ćatović (Priština, 12. septembar 1966) je  srpski likovni umetnik, slikar i profesor. Aktivni je član udruženja ULUS, ULUCG, SULU (Sandžačko udruženje likovnih umetnika) i ULUKiM (Udruženje likovnih umetnika Kosova i Metohije). Bavi se slikarstvom, crtežom i vizuelnim umetnostima.

## Biografija
Rođen je 12. septembra 1966. godine u Prištini, gde je završio osnovne i postdiplomske studije na Fakultetu umetnosti u Prištini. Usavršavao se na studijskim putovanjima u Italiji i Francuskoj, što je značajno uticalo na njegov umetnički izraz.
Tokom svoje karijere, Ćatović je priredio 53 samostalne izložbe i učestvovao na više od 300 kolektivnih izložbi u Srbiji i inostranstvu. Njegov rad nagrađivan je više puta na značajnim umetničkim manifestacijama.
Zaposlen je kao redovni profesor na Fakultetu umetnosti Univerziteta u Prištini sa privremenim sedištem u Kosovskoj Mitrovici, kao i na Katedri za umetnost Državnog univerziteta u Novom Pazaru. Takođe, od 1999. do 2022. godine, bio je nastavnik na Učiteljskom fakultetu Univerziteta u Beogradu.

## Samostalne izložbe
- 1994. Priština, Galerija PKC-a
- 1994. Kruševac, Galerija Narodnog pozorišta
- 1995. Niš, Galerija savremene umetnosti
- 1995. Čačak, Galerija centra za kulturu
- 1995. Herceg Novi, Galerija J. B. Benković
- 1995. Bar, Galerija B. A. Leković
- 1996. Podgorica, Galerija Republičkog kulturnog centra
- 1996. Petrovac, Galerija „Crvena Komuna”
- 1997. Vranje, Galerija radničko univerziteta
- 1997. Novi Sad, Galerija Kulturnog centra
- 1998. Prokuplje, Galerija Narodnog muzeja
- 1999. Uroševac, Galerija Doma kulture
- 1999. Priština, Galerija PKC-a
- 2000. Zubin Potok (K. Mitrovica), Galerija Doma kulture
- 2000. Novi Pazar, Galerija – Sopoćanska viđenja
- 2000. Rožaje, Galerija centra za kulturu
- 2001. Leposavić, Galerija centra za kulturu
- 2001. Zemun, Galerija – Stara kapetanija –
- 2001. Bar, Galerija B. A. Leković
- 2001. San Martino di Lupari – Galerija Martino
- 2002. Kragujevac, Moderna galerija Narodnog muzeja
- 2002. Sarajevo, Galerija Roman Petrović (5+)[2]
- 2002. Smederevska Palanka
- 2003. Tuzla, Galerija portreta (5+)
- 2004. Novi Sad, Galerija Mali likovni salon[2]
- 2005. Niš, Galerija Paviljon u tvrđavi[2]
- 2005. Podgorica, Galerija savremene umetnosti
- 2006. Novi Sad, Galerija Mali likovni salon
- 2007. Niš, Paviljon savremene umetnosti u gradu
- 2008. Beograd, Univerzitetska galerija Kolarčevo
- 2008. Trondhejm, Galerija – Norveška[2]
- 2009. Novi Sad, Galerija SANU
- 2010. Berlin, Prima Centar – Galerija, Nemačka
- 2011. Tivat, Galerija Buća, Crna Gora
- 2012. Novi Pazar, Galerija Multimedijalnog centra
- 2012. Beograd-Zemun, Galerija 107
- 2013. Beograd, Muzej kralja Petra (Senjak)
- 2013. Dol de Bretanj, Francuska
- 2013. Nimes, Umetnička galerija, Francuska
- 2013. Ruma, Galerija Kulturnog centra
- 2013. Rektorska galerija Univerziteta u Kragujevcu[2]
- 2015. Beograd, ULUS
- 2016. Kosovska Mitrovica, Galerija Fakulteta umetnosti Univerziteta u Prištini
- 2017. Sarajevo, BiH, Galerija Preporod
- 2017. Novalja, Hrvatska, Galerija „Era”
- 2017. Brčko, BiH, Umetnička galerija Brčko distrikt
- 2018. Podgorica, JU Muzeji Crne Gore
- 2018. Bar, Crna Gora, Dvorac kralja Nikole
- 2018. Bijelo Polje, Crna Gora, Galerija Centra za kulturu
- 2019. Novalja, Hrvatska, Galerija „Era”[2]
- 2021. Sombor, Srbija, Galerija „Laza Kostić”
- 2022. Kragujevac, Gradska galerija Mostovi Balkana
- 2023. Skoplje, Severna Makedonija, Nacionalna galerija Makedonije[2]

## Nagrade
- 1990. II nagrada za slikarstvo na godišnjoj izložbi studenata umetnosti
- 1991. Nagrada Univerziteta u Prištini – Izvanredan student
- 2000. I nagrada Bijenala mladih, Novi Pazar
- 2003. Nagrada za ideju festivala plakete „Zlatna pahulja“, Rožaje
- 2011. Longinova nagrada – za izuzetan doprinos umetnosti, Fakultet umetnosti, Priština
- 2012. Prva nagrada na Jesenjem likovnom salonu, Novi Pazar[5]
- 2015. Prva nagrada na 11. međunarodnom likovnom salonu „Raška škola“, Raška[6]
- 2019. Nagrada „Zlatna paleta“ na Prolećnoj izložbi ULUS-a, Beograd
- 2022. Prva nagrada na Međunarodnom bijenalu „Artija“, Kragujevac[7]

## Zbirke i monografije
- Marković, S. (2013). Monografija Fakultet umetnosti u Prištini, Zvečan. Kosovska Mitrovica: Fakultet umetnosti Univerziteta u Prištini, str. 160–161.
- Slovinić, S. (2013). ARS LIBRIS (1999–2012). Podgorica: Željko Ivanović, str. 621–230.
- Boškov, S. (2019). Likovna kolonija Deliblatski pesak. Pančevo, str. 75. Delo: Još jedan peščani dan.
- Vučković, D. K. (2021). Leksikon likovne umjetnosti Crne Gore. Podgorica: Crnogorska akademija nauka i umjetnosti, str. 179–180.
- Mijač, B. (2017). BuljaricaArt. Petrovac: NVO BuljaricaArt, str. 19, 34. Dela: Plavo-crvena Buljarica; Buljarički vapor.
- Purivatra, A. (2000). KO je ko u Bošnjaka. Sarajevo: Vijeće Kongresa bošnjačkih intelektualaca, str. 98.
- Rastoder, Š., Šabotić, Š S. (2016). Leksikon Bošnjaka/Muslimana Crne Gore, Podgorica: ,Almanah. str.104.
- Arsić, R.(2015). Dvadeset godina učiteljskog fakulteta u Prizrenu-Leposavić,Monografija,Leposavić, str. 263-264.
- Vuksanović, D., Janjić, I (2021). Trajne vrednosti: zbirka umetničkih dela DDOR Novi Sad. DDOR Novi Sad a.d.o.Novi Sad, str. 124-125, Delo: Crveni pesak
- Kojčić, D. (2013). Srpski WHO IS WHO. Beograd: Zavod za udžbenike, str.735.